# 孟玘
孟玘（1412年—1467年），字延振，號靜齋，福建福州府閩縣人，明朝政治人物。

## 生平
正統三年（1438年）戊午科福建鄉試第六名舉人，四年（1439年）己未科二甲第十三名進士。授戶部主事，改禮部主事。隨明英宗出征，在土木之變中受傷不死。因直言忤旨，出為萊州府知府，調廬州府知府。成化三年（1467年）九月初二日卒。